# 7 (Part 1)
7 (Part 1) (с англ. — «7 (Часть 1)») — дебютный мини-альбом украинской группы Artik & Asti, выпущенный 29 марта 2019 года на лейбле Self Made. По данным ТНТ Music, название, как и количество песен альбома, приурочены к семилетию совместной творческой деятельности артистов.

## История
Концертная презентация альбома была заявлена на 30 марта 2019 года. Её местом проведения был выбран «Главклуб Green Concert». В декабре того же года 7 (Part 1) занял 6-место в топ-10 альбомов согласно ВКонтакте, а по версии Яндекс.Музыки — 3-е.
14 февраля 2019 года состоялся релиз песни «Грустный дэнс», записанной при участии Артёма Качера и выпущенной в качестве единственного сингла из альбома. 29 марта того же года, в день выхода альбома, был выпущен видеоклип на трек. Его режиссёром выступил Visnu. В том же году, 30 августа, состоялась премьера музыкального видео на песню «Под гипнозом», режиссёром которого выступил Алан Бадоев.

## Отзывы
Владислав Шеин из ТНТ Music отметил, что альбом можно описать «нежно и в то же время пылко, мелодично, но танцевально». Владислав предположил, что первые пять треков «точно будут звучать во всех клубах страны», и заявил, что две остальные «меланхоличные баллады» подойдут в «более камерной обстановке». Алексей Мажаев, рецензент интернет-издания InterMedia, заметил, что альбом «открыто демонстрирует» тот факт, что группа готова сочинить и выпустить «сколько угодно новых хитов», объявив, что они будут «не хуже известных», так как творческая и композиторская форма позволяет проекту «не цепляться за старые шлягеры», а исправно создавать новые в «полюбившемся публике» жанре. Также обозреватель обратил внимание на количество треков, в котором видно «точный расчёт Artik’а», аргументировав это тем, что «где-то к пятому треку» зритель начинает замечать, что стилистика композиций не отличается разнообразием ― все они «яркие», «громкие», «танцевальные», «быстрые» и «ритмичные», однако шестым треком на пластинке следует композиция «Роза», выглядящая как «попытка разбавить ритмы чем-то более-менее лирическим», назвав её «не слишком зачётной» и сравнив с песней «Мне не нужны», которую наименовал «хитовым медляком».

## Список композиций
| №                   | Название                                    | Длительность |
| ------------------- | ------------------------------------------- | ------------ |
| 1.                  | «Забудешь»                                  | 3:30         |
| 2.                  | «Грустный дэнс» (при участии Артёма Качера) | 3:38         |
| 3.                  | «Под гипнозом»                              | 3:29         |
| 4.                  | «По проспектам»                             | 3:34         |
| 5.                  | «Привет»                                    | 3:24         |
| 6.                  | «Роза»                                      | 3:26         |
| 7.                  | «Мне не нужны»                              | 3:51         |
| Общая длительность: | Общая длительность:                         | 24:52        |

## Чарты
| Чарт (2019)          | Высшая позиция |
| -------------------- | -------------- |
| Россия (Apple Music) | 2              |